# Siniperca
Siniperca – rodzaj ryb z rodziny skalnikowatych (Percichthyidae).

## Występowanie
Wody słodkie i półsłodkie Chin i Wietnamu.

## Klasyfikacja
Gatunki zaliczane do tego rodzaju:
- Siniperca chuatsi - aucha[3], jazgarz chiński[3]
- Siniperca fortis
- Siniperca knerii
- Siniperca obscura
- Siniperca roulei
- Siniperca scherzeri
- Siniperca undulata
- Siniperca vietnamensis

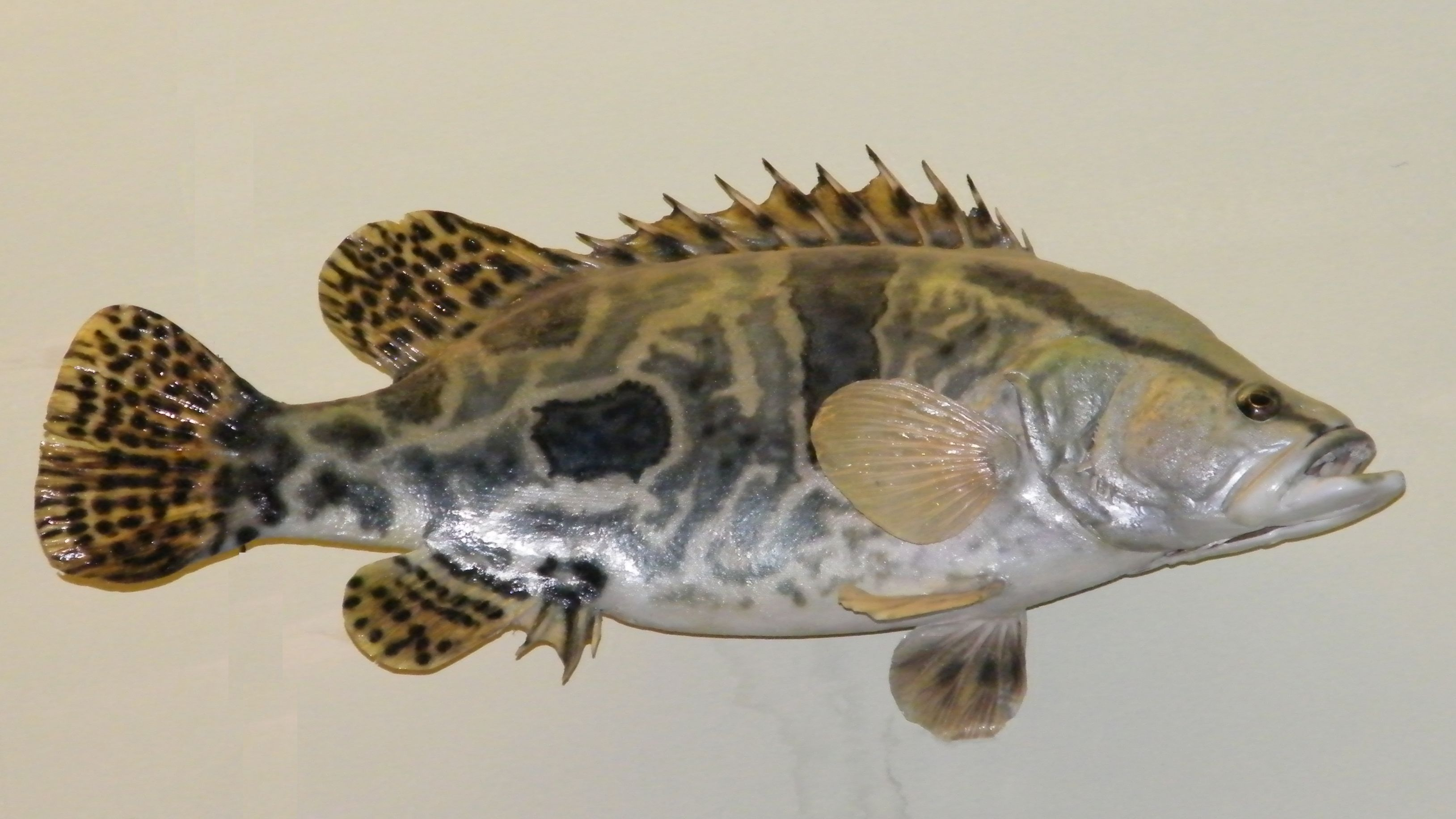
Siniperca chuatsi